# Planalto Central Siberiano

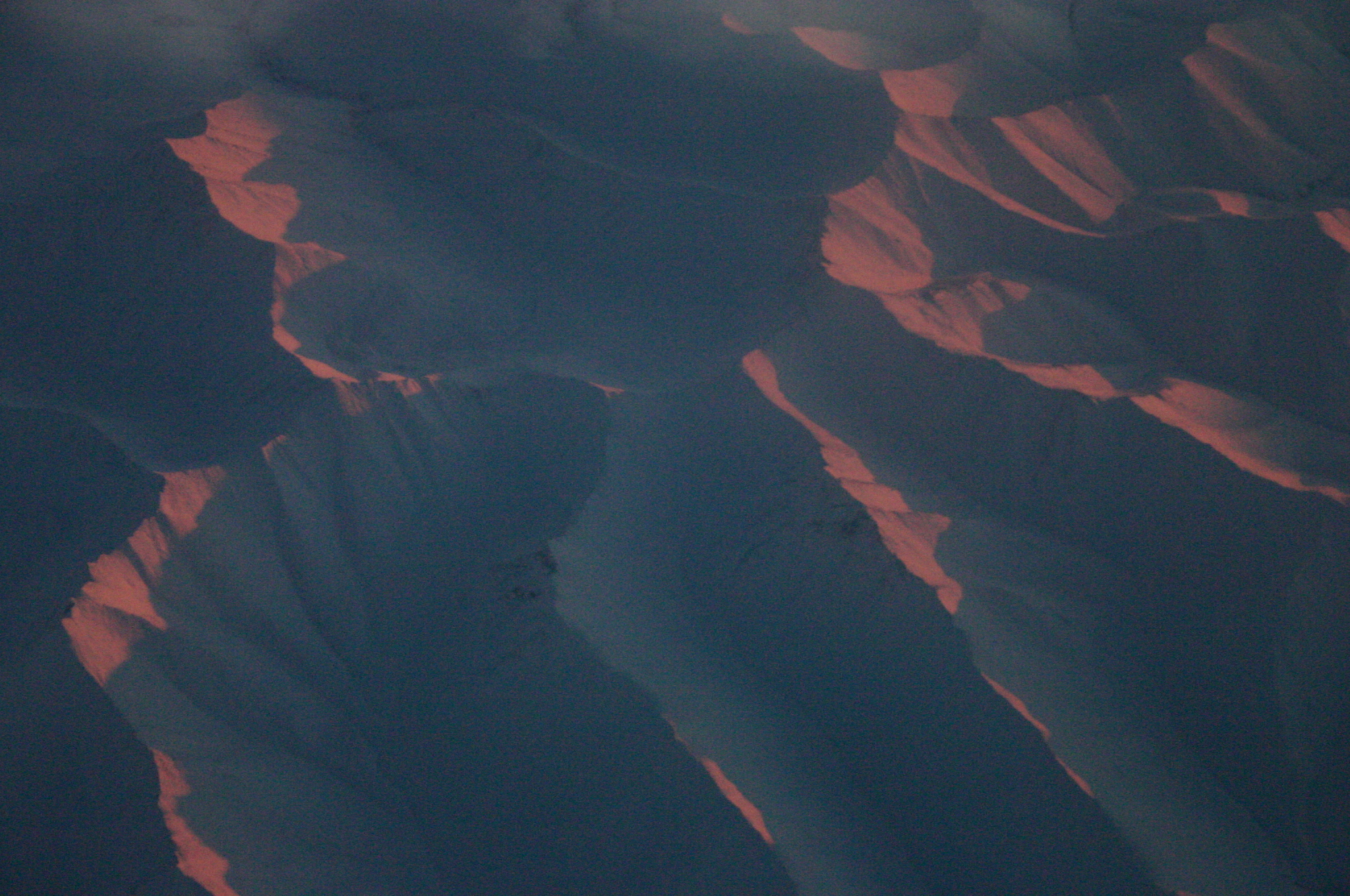
Vista aérea matinal do planalto siberiano.

O Planalto Central Siberiano (em russo:  Среднесиби́рское плоского́рье, transl. Srednesibirskoye Ploskogorye) é uma região geográfica da Sibéria, localizada entre os rios Ienissei e Lena.  O rio mais importante do Planalto é o Tunguska Inferior.
O Planalto tem uma extensão de mais de 1 500 000 km2, sendo a parte mais elevada o Planalto Putorana (ou Montanhas Putorana)  com até 1700 m de altitude.
O clima é do tipo continental, com verões curtos e quentes e invernos muito frios e longos, sendo que a temperatura média pode cair abaixo de −40 °C.
A vegetação é constituída principalmente por taiga (abeto, alerce, pinheiros etc.), que, mais ao norte, é gradualmente substituída por tundra e tundra arborizada - esta última caracterizada por vegetação rasteira de musgos, samambaias e arbustos.
A região, conhecida geologicamente com Trapps, é rica em bens minerais, tais como carvão, ferro, platina, ouro, diamantes e gás natural. No entanto, é praticamente despovoada, em razão do clima extremamente adverso e da distância em relação aos centros urbanos. 